# パーシー・ウィリアム・ドイル

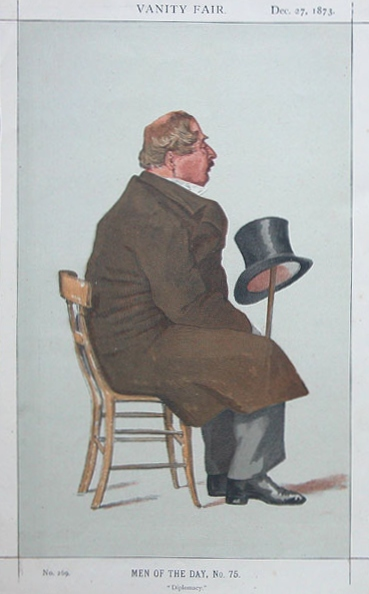
『バニティ・フェア』1873年12月27日号におけるカリカチュア、ジェームズ・ティソ画。

パーシー・ウィリアム・ドイル（Percy William Doyle、1806年/1808年ごろ - 1887年2月21日）は、イギリスの外交官。在メキシコ特命全権公使を務めた。

## 生涯
イギリス陸軍の軍人サー・チャールズ・ウィリアム・ドイルと1人目の妻ソフィア（初代準男爵サー・ジョン・コギルの娘）の三男として、1806年/1808年ごろ に生まれた。長兄チャールズ・ヘースティングズは父と同じく陸軍に入り、次兄ジョン・シドニーは庶民院議員を務めた政治家だった。
1825年にワシントンD.C.のイギリス公使館に配属され、1829年にマドリードに転じた。1836年に在コンスタンティノープル大使館のアタッシェになった。
1842年11月30日に在メキシコ共和国大使館書記（のち在メキシコ合衆国大使館書記）に任命され、1843年1月4日に信任状を受けた。同年4月5日にメキシコに到着し、7日に信任状を奉呈した。メキシコ到着とともに臨時代理公使にも就任し、特命全権公使のチャールズ・バンクヘッド（Charles Bankhead）が1844年3月に到着するまで務めた。しかしバンクヘッドが1847年10月より長期休暇に入ったため、休暇中だったドイルは12月11日にメキシコに戻り、12日に臨時代理公使としての信任状を奉呈した。バンクヘッドが1850年4月18日に休暇を終えると、ドイルは臨時代理公使を退任したが、同年10月1日にバンクヘッドが再度長期休暇に入り、ドイルは三たび臨時代理公使に就任した。バンクヘッドは以降メキシコに戻らず、ドイルは1851年12月24日に特命全権公使としての信任状を受け、1852年3月9日にそれを奉呈した。
1855年に休暇を取って帰国し、1858年2月に在メキシコ公使を退任し、同年に年金を受けて外交官勤務から引退した。同年3月5日、バス勲章コンパニオンを授与された。
1887年2月21日、生涯未婚のままピカデリーのハーフ・ムーン・ストリートにある自宅で死去した。

## 評価
レイモンド・A・ジョーンズ（Raymond A. Jones）は1983年の著作でドイルの昇進が遅い理由を政界での影響力が少ない家系の出身だったことに帰し、ドイルを外交官界において「へんぴな所で馬車馬のように働く人」の1人と形容した。